# جاك تايلور (مصارع رياضي بريطاني)
جاك تايلور (بالإنجليزية: Jack Taylor)‏ هو مصارع رياضي بريطاني، ولد في 7 مارس 1932.

## وصلات خارجية
- جاك تايلور على موقع أوليمبيديا (الإنجليزية)